# Jedna si jedina
Jedna si jedina (Một và duy nhất) là quốc ca của Bosna và Hercegovina (1992-1998)
Bài hát này được ngôi sao âm nhạc người Bosnia Edin Dervishalidovic sáng tác. Nó được chấp thuận vào năm 1992, song nhiều cáo buộc được đưa ra do bài này có quá nhiều liên quan tới cộng đồng người Bosnia, dù bài này không nói tới điều đó. Do sức ép nặng nề, chính phủ Bosna và Hercegovina phải làm bài quốc ca mới vào năm 1999. Dù không còn tồn tại, song nó vẫn được hát ở nhiều giải thể thao và các hoạt động lớn của đất nước, bất chấp sự phản đối từ bên ngoài.

## Lời tiếng Bosnia
Zemljo tisućljetna

Na vjernost ti se kunem

Od mora do Save

Od Drine do Une
Refren:

Jedna si jedina

moja domovina

Jedna si jedina

Bosna i Hercegovina
Bog nek' te sačuva

Za pokoljenja nova

Zemljo mojih snova

Mojih pradjedova
Refren

## Dịch tiếng Anh (ban đầu)
O you thousand-years old land

I pledge my loyalty to you

from the Sava to the sea

from the Drina to the Una
Chorus:

The one and the unique

my only homeland

The one and the unique

Bosna và Hercegovina
May God preserve you

for the generations to come

the land of my dreams

the land of my forefathers
Chorus

## Dịch tiếng Anh (sau này)
My thousand year old land

I pledge my loyalty to you,

from Sava to the sea

from Drina to Una
Chorus:

You are the one and only

homeland I have

You are the one and only

Bosna và Hercegovina
May God save you

for the generations to come

you are the land of my dreams

the land of my forefathers
Chorus

## Dịch sang tiếng Việt
Vùng đất ngàn năm cổ xưa của tôi
Tôi thề sẽ trung thành với Người
Từ Sava tới biển cả
Từ Drina tới Una

Điệp khúc:
Một và duy nhất
Là quê hương của tôi
Một và duy nhất
Bosnia và Herzegovina

Mong sao Chúa Trời nâng đỡ Người
Cho những thế hệ mai sau
Vùng đất của những giấc mộng
Vùng đất của cha ông

Điệp khúc